# 索默卡尔
索默卡尔是德国巴伐利亚州的一个市镇。总面积5.46平方公里，总人口1140人，其中男性544人，女性596人（2011年12月31日），人口密度209人/平方公里。